# Polove, Hrebinka
Polove (în ucraineană Польове) este un sat în comuna Slobodo-Petrivka din raionul Hrebinka, regiunea Poltava, Ucraina.

## Demografie
Componența lingvistică a localității Polove
     Ucraineană (100%)
Conform recensământului din 2001, toată populația localității Polove era vorbitoare de ucraineană (100%).